# 여남중학교
여남중학교(麗南中學校)는 대한민국 전라남도 여수시 남면 우학리에 있는 공립 중학교이다.

## 학교 연혁
- 1966년 3월 28일 : 여남중학교 개교
- 1985년 4월 18일 : 여남고등학교 개교
- 2020년 3월 1일 : 여안초등학교여남중학교안도분교장 여남중으로 통폐합
- 2023년 3월 1일 : 중학교 제28대 허상배 교장 부임
- 2025년 1월 8일 : 중학교 제57회 7명 졸업(총 6,209명)
- 2025년 1월 8일 : 고등학교 제38회 17명 졸업(총 1,539명)

## 참고 자료
- 여남중학교 - 한국교육학술정보원 학교알리미